# Zaho Balili
Zaho Balili (Tepelenë, Albania 3 de octubre de 1951-Atenas, Grecia 3 de octubre de 2001) fue un poeta, escritor y rapsoda albanés, autor de canciones de iso-polifonía.

## Biografía

### Infancia y educación
Zaho Balili nació en Rexhin, Tepelenë, el 3 de octubre de 1951. Completó su educación primaria y secundaria en Tepelenë. Comenzó a escribir desde muy joven y es autor de varios volúmenes, incluidos  Drithërimat e pranverës, Paskan çelur manushaqet,  Brengat e shpirtit, Lot kurbeti y Kur dy zemra dashurohen.
Sus canciones han sido interpretadas por muchos grupos de iso-polifonía, como los de Vlorë, Gjirokastër y Tepelenë, destacando el grupo de Hormova, que él dirigió en los años 80. Con este grupo ganó el primer premio en el Festival Folclórico de Gjirokastër en 1985 con la canción Flaka mbuloi fshanë.
Una de sus canciones más conocidas es Balada e Nënës (Balada de la Madre), interpretada por el grupo de Vlorë en 1997. Esta canción ha sido versionada por varios intérpretes. En 2001, creó el grupo Lotë Kurbeti en Atenas, con el cual publicó tres álbumes. Durante este tiempo, también fue elegido presidente de la asociación patriótica Labëria en Atenas, así como de la Asociación de Escritores Albaneses en Grecia. Publicó diversos escritos y poemas en un periódico de Atenas.

## Libros
- Paskan çelur manushaqet: poesía, publicado en 1997
- Drithërimat e pranverës: poesía, publicado en 1998
- Brengat e shpirtit: poesía, publicado en 2001.[3]

- Puth ballin tënd Shqipëri: poesía, publicado en 2002.[4]
- Lotë Kurbeti: poesía, publicado en 2003.
- Kur dy zemra dashurohen: prosa, publicado en 2011.

## Premios y reconocimientos
- Primer premio en el Encuentro Cultural de empresas en Tepelenë (1980), con el grupo amateur de S.M.T.
- Primer Premio en el Festival Folclórico de Gjirokastër (1988) con la canción Flaka mbuloi fshanë, interpretada por el grupo de Hormova.
- Mención Especial en el Festival Folclórico de Gjirokastër (1988) con la canción 13 male me këmbë, interpretada por el grupo juvenil de Rexhin.
- Mención Especial en el Festival Folclórico de Gjirokastër (2000) con la canción Balada para el Comisario Arben Zylyftari, interpretada por el grupo de Hormova.
- En 2002, el Consejo del Condado de Gjirokastër le otorgó el título de Personalidad destacada en el ámbito del arte y la cultura.
- El 16 de julio de 2012, el presidente de la República de Albania, Bamir Topi, le concedió la Medalla de Plata «Naim Frashëri», por su contribución destacada al folclore de Tepelenë.
- El 31 de octubre de 2014, el Consejo Municipal de Tepelenë y el alcalde Tërmet Peçi le concedieron el título de «Ciudadano de Honor».
- El 24 de octubre de 2015, la Asociación Vatra Labe de Atenas le otorgó póstumamente el título de «Certificado de Honor», por su labor en la conservación y difusión de la iso-polifonía lab.
- Primer premio  en el VIII Festival Internacional de Polifonía Albanesa Bylis (22 de septiembre de 2018) con la canción Atje kemi Labërinë, interpretada por el grupo Lotë Kurbeti.

## Fallecimiento
Zaho Balili falleció en Atenas el día de su cumpleaños, el 3 de octubre de 2001, debido a una hemorragia cerebral. Tres de sus libros fueron publicados de manera póstuma.